# Куп Републике Српске у одбојци за жене
Куп Републике Српске у одбојци за жене је куп такмичење које се одржава на подручју Републике Српске, у организацији Одбојкашког савеза Републике Српске. Прво такмичење одиграно је у сезони 1993/94 а до сада су одржана 23 куп такмичења.

## Систем такмичења
У купу учествују одбојкашки клубови са подручја Републике Српске. Клубови из Прве и Друге лиге Републике Српске кроз регионалне квалификације се такмиче док им се у четвртфиналу придружују тимови из Премијер лиге Босне и Херцеговине. Игра се једна утакмица чији побједник пролази даље. Финална утакмица игра се на терену једног од финалиста.

## Досадашња финала
| Сезона | Домаћин   | Побједник              | Резултат | Финалиста             |
| ------ | --------- | ---------------------- | -------- | --------------------- |
| 1994   | Прњавор   | ОК Укрина              | 3:2      | ОК Дрина              |
| 1995   | Модрича   | ОК Модрича Оптима      | 3:1      | ОК Укрина             |
| 1996   | Зворник   | ОК Дрина               | 3:1      | ОК Модрича Оптима     |
| 1997   | Модрича   | ОК Модрича Оптима      | 3:0      | ОК Маглић             |
| 1998   | Гацко     | ЖОК Гацко              | 3:0      | ОК УНИС-Усха Вишеград |
| 1999   | Гацко     | ЖОК Гацко              | 3:0      | ЖОК Јединство         |
| 2000   | Вишеград  | ЖОК Гацко              | 3:0      | ЖОК Јединство         |
| 2001   | Брчко     | ЖОК Јединство Мобис    | 3:0      | ОК ХЕ на Дрини        |
| 2002   | Вишеград  | ОК ХЕ на Дрини         | 3:2      | ОК Гласинац           |
| 2003   | Брчко     | ЖОК Јединство Мобис    | 3:0      | ОК ХЕ на Дрини        |
| 2004   | Брчко     | ЖОК Јединство Мобис    | 3:0      | ЖОК Модрича           |
| 2005   | Бијељина  | ОК Радник Бијељина Пут | 3:0      | ЖОК Јединство Мобис   |
| 2006   | Брчко     | ЖОК Јединство Мобис    | 3:0      | ОК ХЕ на Дрини        |
| 2007   | Брчко     | ЖОК Јединство          | 3:0      | ОК ХЕ на Дрини        |
| 2008   | Брчко     | ЖОК Јединство          | 3:0      | ЖОК Гацко             |
| 2009   | Брчко     | ЖОК Јединство          | 3:0      | ЖОК Јахорина          |
| 2010   | Мокро     | ЖОК Јединство          | 3:0      | ЖОК Јахорина          |
| 2011   | Брчко     | ЖОК Јединство          | 3:0      | ЖОК Гацко             |
| 2012   | Гацко     | ЖОК Јединство          | 3:2      | ЖОК Гацко             |
| 2013   | Брчко     | ЖОК Бимал Јединство    | 3:0      | ЖОК Гацко             |
| 2014   | Брчко     | ЖОК Бимал Јединство    | 3:2      | ЖОК Гацко             |
| 2015   | Брчко     | ЖОК Бимал Јединство    | 3:0      | ЖОК Гацко             |
| 2016   | Бања Лука | ЖОК Бимал Јединство    | 3:0      | УОК БЛ Волеј          |

## Успјешност клубова
Најуспјешнији клуб у Купу РС је ЖОК Бимал Јединство из Брчког које је овај трофеј освајало 14 пута, слиједи ЖОК Гацко са три трофеја, ЖОК Модрича је освојила два а побједници Купа РС по једном су били ОК Укрина, ОК Дрина, ОК ХЕ на Дрини и ОК Радник.
| Клуб                | Освајач | Финалиста | Године (освајач)                                                                   | Године (финалиста)                 |
| ------------------- | ------- | --------- | ---------------------------------------------------------------------------------- | ---------------------------------- |
| ЖОК Бимал Јединство | 14      | 3         | 2001, 2003, 2004, 2006, 2007, 2008, 2009, 2010, 2011, 2012, 2013, 2014, 2015, 2016 | 1999, 2000, 2005                   |
| ЖОК Гацко           | 3       | 6         | 1998, 1999, 2000                                                                   | 2008, 2011, 2012, 2013, 2014, 2015 |
| ЖОК Модрича         | 2       | 2         | 1995, 1997                                                                         | 1996, 2004                         |
| ОК ХЕ на Дрини      | 1       | 5         | 2002                                                                               | 1998, 2001, 2003, 2006, 2007,      |
| ОК Укрина           | 1       | 1         | 1994                                                                               | 1995                               |
| ОК Дрина            | 1       | 1         | 1996                                                                               | 1994                               |
| ОК Радник           | 1       | -         | 2005                                                                               | -                                  |
| ОК Јахорина         | -       | 2         | -                                                                                  | 2009, 2010                         |
| ОК Маглић           | -       | 1         | -                                                                                  | 1997                               |
| ОК Гласинац         | -       | 1         | -                                                                                  | 2002                               |
| УОК БЛ Волеј        | -       | 1         | -                                                                                  | 2016                               |